# (7032) Hitchcock
(7032) Hitchcock es un asteroide perteneciente al cinturón de asteroides descubierto el 3 de noviembre de 1994 por Takeshi Urata y Yoshisada Shimizu desde el Observatorio de Nachikatsuura, Japón.

## Designación y nombre
Hitchcock recibió al principio la designación de 1994 VC2.
Posteriormente, en 1999, se nombró en honor del director de cine británico Alfred Hitchcock (1899-1980).

## Características orbitales
Hitchcock está situado a una distancia media de 2,289 ua del Sol, pudiendo alejarse hasta 2,5 ua y acercarse hasta 2,077 ua. Su inclinación orbital es 3,297 grados y la excentricidad 0,09234. Emplea en completar una órbita alrededor del Sol 1265 días. El movimiento de Hitchcock sobre el fondo estelar es de 0,2846 grados por día.

## Características físicas
La magnitud absoluta de Hitchcock es 13,7.